# Боровский Починок
Боровский Починок — деревня в Буйском районе Костромской области. Входит в состав Центрального сельского поселения.

## География
Находится в западной части Костромской области на расстоянии приблизительно 16 км на юго-восток по прямой от районного центра города Буй к югу от реки Тёбза.

## История
В начале XX века в Домнинской волости Буйского уезда отмечались два деревни с названием Починок: Починок 1-й с 30 дворами и Починок 2-й с 6 дворами (на 1907 год). При этом население их составляло 157 и 47 человек (1897 год) и 174 и 49 (1907 год) соответственно. В дальнейшем осталась только одна деревня Починок, сравнительно недавно переименованная в Боровский Починок в связи с наличием еще нескольких одноименных деревней в районе.

## Население
Постоянное население составляло 14 человек в 2002 году (русские 93 %), 4 в 2022.